# Anne Luttrell
Anne Luttrell, duchessa di Cumberland e Strathearn (Londra, 24 gennaio 1743 – Trieste, 28 dicembre 1808), è stata una nobildonna irlandese.

## Biografia
Era la figlia di Simon Luttrell, I conte di Carhampton, e di sua moglie, Judith Maria Lawes.
Suo padre era membro della Camera dei Comuni prima di essere creato barone Irnham nel 1768, visconte Carhampton nel 1781 e conte di Carhampton nel 1785.

## Matrimoni

### Primo Matrimonio
Sposò, il 4 agosto 1765, Christopher Horton (a volte scritto Houghton). Non ebbero figli. 

### Secondo Matrimonio
Sposò, il 2 ottobre 1771 a Hertford Street a Mayfair, il principe Enrico Federico di Hannover, duca di Cumberland e Strathearn. Non ebbero figli.
Giorgio III non approvò il matrimonio poiché Anne era una persona comune e in precedenza sposata. In seguito fece approvare il Royal Marriages Act 1772 per impedire a qualsiasi discendente di Giorgio II di sposarsi senza il consenso del sovrano, una legge che rimase in vigore fino al passaggio della Succession to the Crown Act 2013, che, oltre a diverse altre modifiche, limitava il requisito di ottenere il consenso reale solo per le prime sei persone in linea al trono (piuttosto che per tutti i discendenti).

## Morte
Morì il 28 dicembre 1808 a Trieste.